# Linyphia xilitla
Linyphia xilitla är en spindelart som beskrevs av Willis J. Gertsch och Davis 1946. Linyphia xilitla ingår i släktet Linyphia och familjen täckvävarspindlar. Inga underarter finns listade i Catalogue of Life.